# Pauče
Pauče (en serbe cyrillique : Пауче) est un village du nord du Monténégro, dans la municipalité de Pljevlja.

## Démographie

### Évolution historique de la population
| 1948 | 1953 | 1961 | 1971 | 1981 | 1991 | 2003 |
| ---- | ---- | ---- | ---- | ---- | ---- | ---- |
| 100  | 113  | 133  | 131  | 88   | 52   | 56   |